# Parafia Najświętszej Maryi Panny Częstochowskiej w Gołubiu
Parafia Najświętszej Maryi Panny Częstochowskiej w Gołubiu – rzymskokatolicka parafia w Gołubiu. Należy do dekanatu stężyckiego znajdującego się w diecezji pelplińskiej.

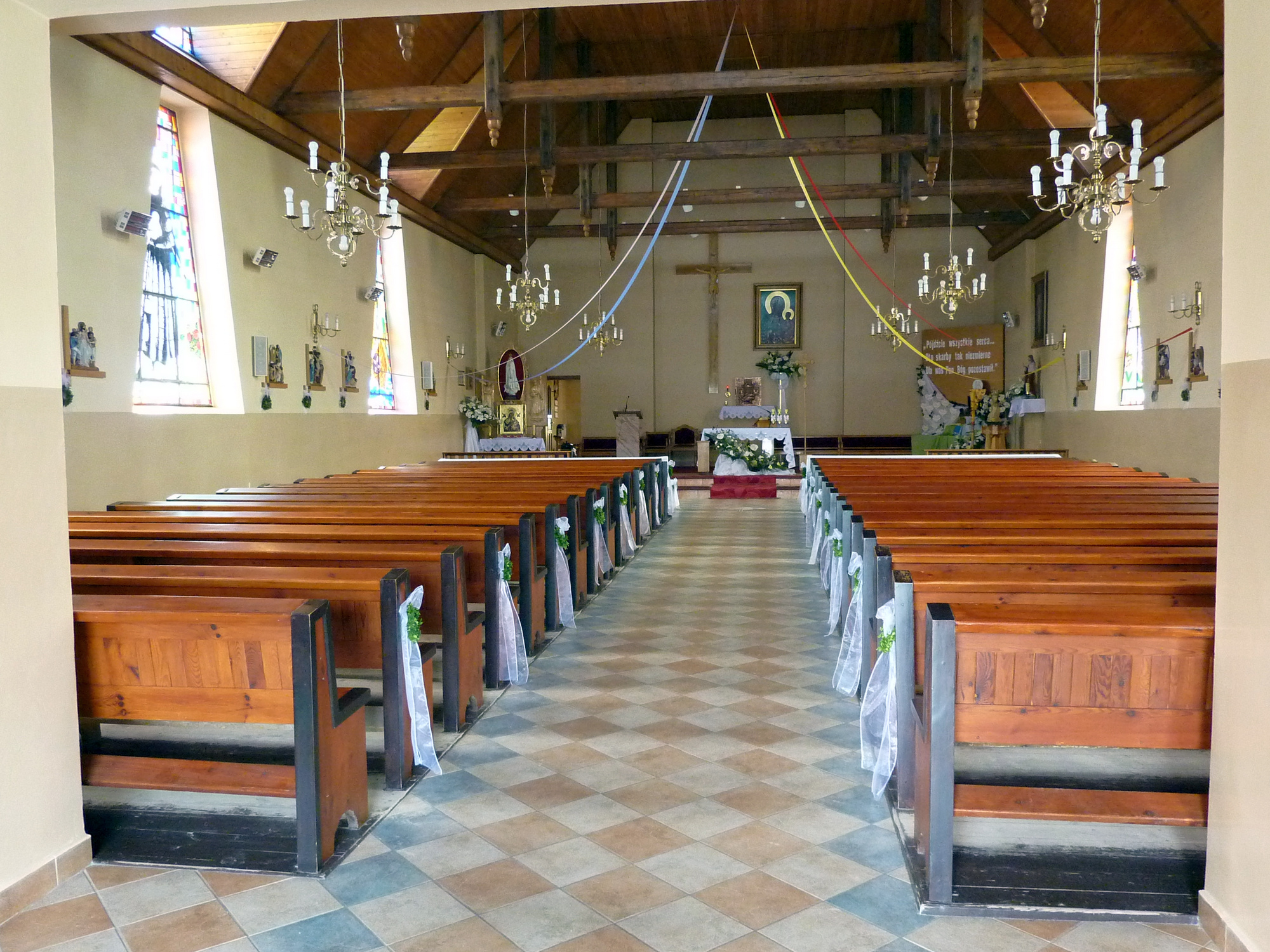
Wnętrze świątyni

Erygowana w 1984 roku. Jej proboszczem jest ks. Rafał Witta.

## Obszar parafii
Do parafii należą wsie: Gołubie, Pierszczewo, Sikorzyno, Zgorzałe.